# A kolónia (film, 2015)
A kolónia (eredeti cím: Colonia) 2015-ös koprodukciós történelmi filmthriller, amelyet Torsten Wenzel és Gallenberger forgatókönyvéből Florian Gallenberger rendezett. A főbb főszerepekben Emma Watson, Daniel Brühl és Michael Nyqvist látható. 
A film világpremierjét a 2015-ös Torontói Nemzetközi Filmfesztiválon tartották a Special Presentations szekcióban. A filmet Németországban 2016. február 18-án, az Egyesült Királyságban 2016. július 1-jén, Franciaországban 2016. július 20-án mutatták be a mozikban.

## Cselekmény
1973-ban Lena légiutas-kísérő meglepetésszerűen meglátogatja barátját, Danielt Santiago de Chilében. Daniel fotós és tagja egy diákaktivista csoportnak Santiagóban, amely Salvador Allende szocialista elnököt támogatja. Daniel és Lena élvezik az együtt töltött napokat és a szerelmüket, de szeptember 11-én reggel Augusto Pinochet tábornok katonai puccsa megtöri az idillt, és káoszba taszítja a várost. Daniel és Lena megpróbálnak elmenekülni, de több ezer másik emberhez hasonlóan elfogják őket, és Santiago nemzeti stadionjába viszik őket, ahol egy disszidens azonosítja Allende támogatóit. Néhányukat a helyszínen lelövik, másokat − köztük Danielt – elrabolják.
A teljesen megdöbbent Lénát másnap reggel kiengedik a stadionból. Daniel lakását megrongálva találja. A diákcsoportos barátaitól megtudja, Daniel valószínűleg a katonai rendőrség titkos kínzótáborába került, amely a baljós Colonia Dignidad területén található. Lena elhatározza, hogy kiszabadítja Danielt, de a diákok már nem állnak ki mellette. Az Amnesty Internationalnél Lena megtudja, a Kolónia egy szekta, egy a külvilágtól szigorúan elzárt vallási közösség, amelyet Paul Schäfer, egy német világi prédikátor vezet, aki saját elképzelései szerint épített fel egy világot a chilei semmi közepén.
Annak ellenére, hogy az Amnesty is azt tanácsolja neki, ne tegyen lépéseket, Lena nem akar lemondani Dánielről. Elindul délre, hogy „új szektatagként” beépüljön a Colonia Dignidadba. Belép a magát „Piusnak” nevező Paul Schäfer nyugtalanító világába, és első kézből tapasztalja meg az elnyomás mechanizmusait, amelyek meghatározzák az életet a Kolónián belül. Férfiak, nők és gyerekek - beleértve a családtagokat is - szigorúan elkülönülnek egymástól, kemény fizikai munka és harci büntetések határozzák meg a napokat, a kolónia lakóinak kémkedniük kell egymás után, és minden felett ott lebeg Paul Schäfer szadista cinizmusa, aki fiatal fiúkat is bántalmaz.
Amikor azonban Pinochet tábornok meglátogatja szövetségeseit a kolónián, Lena végül felfedezi Danielt, aki túlélte a kínzást, és azt állítja, a kínzás folytán agykárosodást szenvedett a KIolónián. Ártalmatlannak tartják, így besegít a lakatosműhelyben. Lena és Daniel titkos találkozót szerveznek a krumplifészerben, és felfedeznek egy titkos földalatti alagútrendszert. Ezt a Kolónia kínzásra használja, és egy feltételezett menekülési útvonalat is tartalmaz a Kolónia területéről. Az egyik fénykép, amelyet Daniel ott készít dokumentációs céllal, később véletlenül eljut Schäferhez, és azzal fenyeget, hogy leleplezi Lena és Daniel titkos szövetségét. Mivel Daniel a Kolónia egy másik lakóját hibáztatja a fényképek elkészítéséért, eltereli Schäfer figyelmét, így Lena és fogolytársa, Ursel el tud szökni. Az alagúton keresztül eljutnak a villanypásztoron kívüli kijárathoz. Ott azonban automata lövőberendezések vannak, amelyek megölik Urselt.
Santiago de Chilében Lena és Daniel új útlevelet és repülőjegyet kapnak a német nagykövetségtől. Amikor megérkeznek a repülőtérre, ahol a Lufthansa felszállásra kész gépe vár rájuk, csak akkor veszik észre, a német nagykövet együttműködik Schäferrel, és a repülőtéren vele együtt meg akarja akadályozni, hogy a két szökevény elhagyja az országot. A pilótát azonban kolléganője, Lena rábeszéli, hogy a rövidre szabott földet érés ellenére is szálljon fel a géppel.

## Szereplők
| Szerep           | Színész         | Magyar hang       |
| ---------------- | --------------- | ----------------- |
| Lena             | Emma Watson     | Szabó Luca        |
| Daniel           | Daniel Brühl    | Molnár Levente    |
| Paul Schäfer     | Michael Nyqvist | Epres Attila      |
| Gisela           | Richenda Carey  | Egri Márta        |
| Ursel            | Vicky Krieps    | Kis-Kovács Luca   |
| Doro             | Jeanne Werner   | Nemes Takách Kata |
| Roman Breuer     | Julian Ovenden  | Varga Gábor       |
| Német nagykövet  | August Zirner   |                   |
| Niels Biedermann | Martin Wuttke   |                   |
| Manuel Contreras | César Bordón    | Jakab Csaba       |
| Jorge            | Nicolás Barsoff |                   |
| Augusto Pinochet | Marcelo Vilaro  |                   |

### Magyar változat
- Bemondó: Korbuly Péter
- Magyar szöveg: Lai Gábor
- Hangmérnök: Másik Zoltán
- Vágó: Wünsch Attila
- Gyártásvezető: Somogyi Tímea
- Szinkronrendező: Kemendi Balázs
- Produkciós vezető: Földi Tamás

A szinkront az Active Kommunikációs Kft. készítette el.

## A film készítése
2014. szeptember 29-én bejelentették, hogy Emma Watson és Daniel Brühl egy párt alakítanak a közelgő filmben, amely valós történelmi eseményeken alapul. A filmet Florian Gallenberger rendezi, aki Torsten Wenzellel közösen írta a forgatókönyvet. Benjamin Herrmann a Majestic Filmproduktion égisze alatt producerként, míg Nicolas Steil az Iris Productions révén társproducerként vesz részt a projektben. A film operatőre Kolja Brandt, vágója pedig Hansjörg Weißbrich. 2014. október 27-én Michael Nyqvist is csatlakozott a stábhoz, hogy Paul Schäfert alakítsa.
A forgatási munkálatok 2014. október 2-án kezdődtek Luxemburgban, Haut-Martelange területén, Rambrouch közelében, a luxemburgi-belga határon.  A luxemburgi forgatás október végéig tartott, majd a stáb Németországba költözött, ahol Münchenben és Berlinben folytatták a munkát. A film egyes jeleneteit Buenos Airesben is forgatták, egészen 2015 elejéig.

## Bemutató
A kolónia premierje a 2015-ös Torontói Nemzetközi Filmfesztiválon volt 2015. szeptember 13-án. Nem sokkal később a Screen Media Films megszerezte a film amerikai forgalmazási jogait. 2016. február 12-én a Berlini Nemzetközi Filmfesztiválon is bemutatták. Németországban 2016. február 18-án a Majestic Filmverleih, az Egyesült Királyságban 2016. július 1-jén a Signature Entertainment, Franciaországban 2016. július 20-án a Rezo Films forgalmazta. Az Amerikai Egyesült Államokban és Kanadában korlátozott moziban mutatták be 2016. április 15-én. 